# 小行星3982
小行星3982（英語：3982 Kastelʹ）是一颗围绕太阳公转的小行星。1984年5月2日，柳德米拉·卡拉季奇在克里米亚发现了此天体。
这颗小行星的绝对星等为50.88624249802838等。